# Якість запасів нафти
Якість запасів нафти (англ. quality of oil (gas) reserves; нім. Erdölund Erdgasvorrätequalität f) – параметр, який характеризує як питомий розподіл запасів по площі й розрізу, так і розподіл ємнісно-фільтраційних властивостей пласта й фізико-хімічних властивостей нафти (газу).
Розподіл запасів розрізняють за величиною, глибиною залягання покладів, можливістю
наявності нафтових, газових і газоконденсатних покладів,
продуктивністю, фізико-хімічними властивостями нафти й
газу тощо.